# Магла бенд
Магла бенд је српска музичка група из Београда. Чланови Магле бенда су Владан Савић, Миодраг Цвјетан — Мића, Милан Танасијевић и Дарко Тројановић. Бенд је славу стекао песмом Само се ноћас појави, која се налазила на првом месту на више музичких лествица у Србији и региону, након чега је уследио хит Непријатељ са певачицом Наташом Беквалац.

## Дискографија

### Албуми
- Кад се љубав рађа (2016)[2]

### Синглови
- Ако ти је стало (2015)
- Нека ме до зоре (2015)
- Не знам где си (2017)
- Само се ноћас појави (2018)
- Непријатељ (2018) са Наташом Беквалац
- Театрално (2019)
- Измислићу љубав (2019)
- Стабилно лоше (2020)
- Да ли би ме волела (2021)
- 7 грехова (2022)
- Фали ми (2022)
- Марамица (2022)
- Урагани (2023)
- Паразит (2024)
- Соба за издавање (2024)
- Сузе слане (2024)
- Годину дана (2024)
- Ако се волимо (2024) дует са Драганом Мирковић

## Фестивали
Скале, Херцег Нови:
- Не лечи се жена другим женама, 2022